# パルンドルフ
パルンドルフ（ドイツ語: Parndorf、ハンガリー語: Pándorfalu）は、オーストリアブルゲンラント州北端のノイジードル・アム・ゼー郡の基礎自治体 。

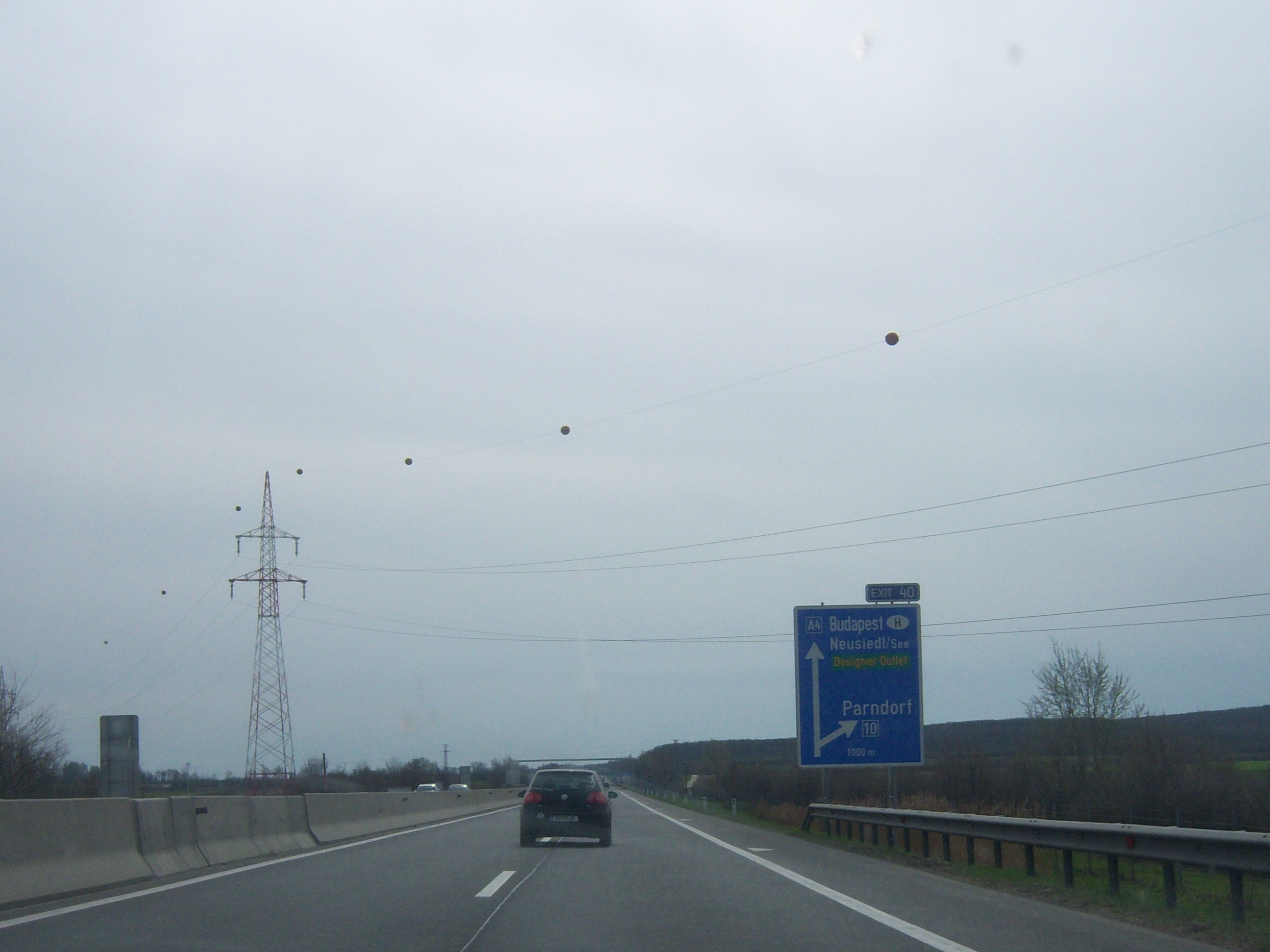
パルンドルフを通るオーストリア・アウトバーン4号線（A4）